# Antoinette Bourbonská
Antoinette Bourbonská (25. prosince 1494 Ham – 22. ledna 1583 Joinville) byla francouzská šlechtična z rodu Bourbonů. Jejím manželem byl Klaudius Lotrinský, vévoda de Guise. Přes svou nejstarší dceru, Marii de Guise, manželku krále Jakuba V. Skotského, byla babičkou Marie Stuartovny.

## Rodina
Narodila se 25. prosince 1494 v Château de Ham, v departmentu Somme ve francouzské Pikardii. Byla dcerou Františka z Vendôme a Marie Lucemburské. Jejími prarodiči z otcovy strany byli Jan VIII. z Vendôme a Isabela z Beauveau, z matčiny strany byli prarodiči Petr II. Lucemburský a Markéta Savojská.

## Manželství a potomci
Dne 9. června 1513 se provdala za Klaudia Lotrinského, měli spolu 13 dětí:
- Marie de Guise (1515–1560); ⚭ 1534 vévoda z Longueville Ludvík Orleánský (1510–1537); ⚭ 1538 skotský král Jakub V. (1513–1542)
- František de Guise (1519–1563); ⚭ 1548 Anna d'Este (1531–1607)
- Luisa (1520–1542)
- Renata (1522–1602); abatyše ze St. Pierre
- Karel de Guise (1524–1574); remešský arcibiskup; lotrinský kardinál
- Klaudius z Aumale (1526–1573); ⚭ 1547 Luisa de Brézé (1519–1577)
- Ludvík de Guise (1527–1578)
- Filip (*/† 1529)
- Petr (*/† 1530)
- Antoinetta (1531–1561); abatyše z Faremoutiers
- František (1534–1563) velkopřevor řádu Maltézských rytířů
- René z Elbeufu (1536–1566) ⚭ 1555 Luisa de Rieux (1531–1570)
- Dorotea (1538–1573)

## Domácí záležitosti
Antoinette byla popisována jako hrdá, pozoruhodná žena se smyslem pro rodinu a ironickým humorem. Projevila značné administrativní nadání v domácí ekonomice, stejně jako v chodu obrovských panství Guisů obklopující jejich zámek Joinville.
Silně ovlivňovala dětství své vnučky, Marie, skotské královny, během jejího třináctiletého pobytu ve Francii, a byla jedním z jejích hlavních poradců. Působila jako zástupce své dcery, Marie de Guise, během zásnubního obřadu skotské královny a dauphina Františka v roce 1558.
Zemřela 22. ledna 1583 na zámku Joinville ve věku osmdesáti osmi let. Přežila ji pouze dcera Renata, abatyše ze St. Pierre.